# Somerset (New Jersey)
Pour les articles homonymes, voir Somerset (homonymie).
À ne pas confondre avec la localité du même nom dans le township d'Ewing, du même état.
Somerset est une communauté non-incorporée et une census-designated place (CDP) du township de Franklin, dans le comté de Somerset, au New Jersey. En date du recensement de 2010, la communauté avait une population de 22 083 habitants. 
L'une des premières stations Marconi des États-Unis était située à Somerset.

## Géographie

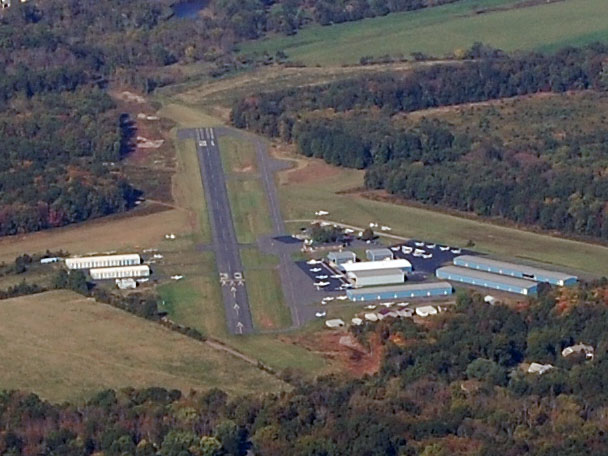
Aéroport de Somerset.

### Topographie
Selon le Bureau du recensement des États-Unis, Somerset occupait une superficie totale de 16,692 kilomètres carrés (6.444 sq. mi.), dont 16,388 kilomètres carrés (6.327 sq. mi.) en terres émergées et 0,304 kilomètres carrés (0.117 sq. mi.) en plans d'eau.
La CDP est une ville-dortoir pour les travailleurs de l'île de Manhattan située entre la ville de New Brunswick et la section plus rurale du township de Franklin, à son extrémité nord-est. Certaines portions de la ville sont très urbanisées, alors que d'autres sont caractéristiques des villes de banlieue. La communauté comprend cinq écoles primaires et un lycée, le Franklin High School (en). 

### Climat
Le climat à Somerset se caractérise par des étés chauds et humides et des hivers frais, voire froids. Selon la classification de Köppen, elle avait un climat continental humide. 

## Histoire
La station Marconi de New Brunswick était une station radio située au coin du JFK Boulevard (en) et de la Easton Avenue à Somerset, à seulement quelques minutes de New Brunswick. Le lieu est aujourd'hui occupé par le Marconi Memorial Park, parc commémorant l'histoire du site. La station de transmission radio est construite en 1913, pour être opérée par la Marconi Wireless Telegraph Company of America (en). Le premier message radio y est transmis le 2 juillet 1914. Pendant la Première Guerre mondiale, beaucoup de messages radio transatlantiques ne peuvent atteindre l'autre continent, car la transmission est interceptée par les forces ennemies, et la station est confisquée le 7 avril 1917 par l'United States Navy pour être utilisée pour la communication entre les forces américaines aux États-Unis et celles de l'autre côté de l'océan. La station était le principal de communication entre les États-Unis et l'Europe, et opérait sous l'indicatif d'appel NFF. Le discours des quatorze points du président Woodrow Wilson sont transmis par l'entremise de la New Brunswick en 1918. Après la guerre, durant les années 1920, la propriété de la station est transférée à la Radio Corporation of America. La station opère jusque dans les années 1940.
En 1952, les mâts d'antenne du site sont démolis. La démolition se poursuit en 1974 pour faire place à nouveau centre commercial comprenant notamment un Kmart, mais les bâtiments de l'autre côté du JFK Boulevard (le site était séparé en deux blocs), sont préservés. En 2004, le reste des bâtiments sauf un sont détruits pour faire place à la construction d'un entrepôt libre-service. Le site est plus tard converti en parc commémoratif, où l'on peut retrouver une plaque commémorative décrivant l'ancienne station.

## Démographie
Au recensement des États-Unis de 2010, la population de 22 083 habitants occupait 8 594 habitations, pour une densité de 1 347,5 habitants par kilomètre carré et de 542 habitations par kilomètre carré. Il y avait 5 552 familles. On y retrouvait 47,04 % de Blancs, 28,88 % d'Afro-américains et Noirs, 0,23 % d'Amérindiens, 17,59 % d'Asiatiques, 9,47 % d'Hispaniques, 0,01 % d'habitants des îles du Pacifique, 2,98 % d'autres races et 3,26 % de races mixtes.
Sur les 8 594 ménages, 27,7 % avaient des enfants de moins de 18 ans, 51,1 % étaient des couples mariés, 9,9 % de femmes sans mari et 35,4 %, des personnes vivant seules. Le nombre d'habitants moyens par habitation était de 2,50 et la taille moyenne d'une famille était de 3,14. 
En 2010, 20,3 % de la population avait moins de 18 ans, 6,6 % avaient entre 18 et 24 ans, 30,4 % entre 25 et 44 ans, 27,5 % entre 45 et 64 ans et 11,4 % de 65 ans et plus. L'âge médian était de 39,8 ans. Il y avait 91,4 hommes pour 100 femmes et 87,2 hommes âgés de plus de 18 ans pour 100 femmes du même groupe d'âge. 
Au recensement de 2000, le revenu médian par habitation était de 65 831 $ et 73 040 $ par famille. Le revenu moyen d'un homme était de 50 309 $, tandis que les femmes gagnaient en moyenne 36 162 $. Le revenu par tête était de 26 798 $ et 7,0 % de la population, dont 4,9 % des familles vivaient sous le seuil de pauvreté. 9,9 % des moins de 18 ans et 4,3 % des 65 ans et plus vivaient sous ce seuil.

## Économie
On peut retrouver deux grandes compagnies basées à Somerset, SHI International Corp (en), spécialisée dans le secteur technologique, et la société pharmaceutique Catalent,. L'entreprise PIM Brands, manufacturier de bonbons pour différentes grandes marques américaines comme Welch's, opère une usine à Somerset.
En 2011, le comté de Somerset était le sixième plus riche au pays selon le Washington Post.

## Personnalités liées
- Carlton Agudosi (en) (1994-), joueur de football américain ayant étudié au Franklin High School ;
- Anthony Bartholomay (en) (1919-1975), mathématicien américain, ancien résident de Somerset ;
- Upendra J. Chivukula (en) (1950-), homme politique américain, ancien maire et vice-maire de Somerset ;
- Margit Feldman (en) (1929-2020), conférencière hongroise-américaine, survivante de l'Holocauste, ancienne résidente de Somerset ;
- Krystyna Freda (en) (1993-), footballeuse américaine ayant vécu à Somerset ;
- Roy Hinson (1961 -), ancien joueur professionnel de basketball ayant étudié au Franklin High School ;
- Leeroy Wilfred Kabs-Kanu (en) (1954-), journaliste sierra léonaise-américaine vivant à Somerset ;
- Judy Melick (en) (1954-), nageuse américaine ayant participé aux Jeux olympiques d'été de 1972 et ayant vécu à Somerset ;
- Joe Pace (1953-), ancien joueur professionnel de basketball ayant étudié au Franklin High School ;
- Randal Pinkett (en) (1971-), consultant financier américain et gagnant de The Apprentice, résident de Somerset ;
- Jeff Porter (1985-), athlète américain ayant étudié au Franklin High School ;
- Breein Tyree (1998-), joueur professionnel de basketball ayant vécu à Somerset.